# Narciso López (football)
Narciso López Rodríguez, mieux connu sous le nom de Chicho López (né le 18 août 1928 à Ahualulco de Mercado au Mexique et mort en janvier 1988 à Guadalajara), est un joueur de football mexicain, qui jouait en tant que défenseur central.

## Biographie
Il a joué durant sa carrière dans trois clubs différents, le Club Oro de Jalisco, le Chivas de Guadalajara et enfin le Nacional de Guadalajara.
En sélection, il a joué dix matchs entre 1953 et 1956 avec l'équipe du Mexique, et a participé à la coupe du monde 1954 disputée en Suisse.

## Palmarès
| Titre                     | Club                       | Pays    | Année   |
| ------------------------- | -------------------------- | ------- | ------- |
| Primera división mexicana | Club Deportivo Guadalajara | Mexique | 1958-59 |
| Campeón de Campeones      | Club Deportivo Guadalajara | Mexique | 1959    |
| Primera división mexicana | Club Deportivo Guadalajara | Mexique | 1959-60 |
| Campeón de Campeones      | Club Deportivo Guadalajara | Mexique | 1960    |